# Arthur Seyss-Inquart
 Der er for få eller ingen kildehenvisninger i denne artikel, hvilket er et problem. Du kan hjælpe ved at angive troværdige kilder til de påstande, som fremføres i artiklen.

Arthur Seyss-Inquart (født 22. juli 1892, død 16. oktober 1946) var østrigsk-tysk jurist og gjorde karriere i det nazistiske Tyskland. Dømt og henrettet ved krigsforbryderdomstolen i Nürnberg.
Han var født i Østrig og fik en juridisk uddannelse. Han blev i 1931 medlem af det østrigske, nationalsocialistiske parti, som stod det tyske moderparti nær. Efter tysk pres blev han i 1938 indenrigsminister i den østrigske regering og snart efter regeringschef, den sidste før Anschluss, indlemmelsen af Østrig i det 3. rige. Fra 1939 til 1945 var han tysk rigsminister uden portefølje.
Maj 1940 blev Seyss-Inquart rigskommissær i det besatte Holland. Han var ansvarlig for deportationen af over 100.000 hollandske jøder til udryddelseslejrene, indførelsen af tvangsarbejde og talrige henrettelser.
I 1946 blev Seyss-Inquart af krigsforbryderdomstolen i Nürnberg kendt skyldig i krigsforbrydelser og hængt.